# می‌رانی
می‌رانی یک روستا در ایران است که در دهستان سردابه واقع شده‌است. می‌رانی ۱۲۹ نفر جمعیت دارد.